# Australonycteris
Australonycteris es un género extinto de murciélago microquiróptero, que incluye a una sola especie, Australonycteris clarkae. Esta especie es conocida de restos fragmentarios hallados en el sitio fósil Murgon, en el sureste de Queensland, en Australia, datando de principios del Eoceno, hace 54.6 millones de años. Es uno de los más antiguos murciélagos conocidos del mundo, y vivía en bosques y áreas pantanosas, con una dieta de insectos y probablemente incluso pequeños peces.